# ورنیساژ ایروان

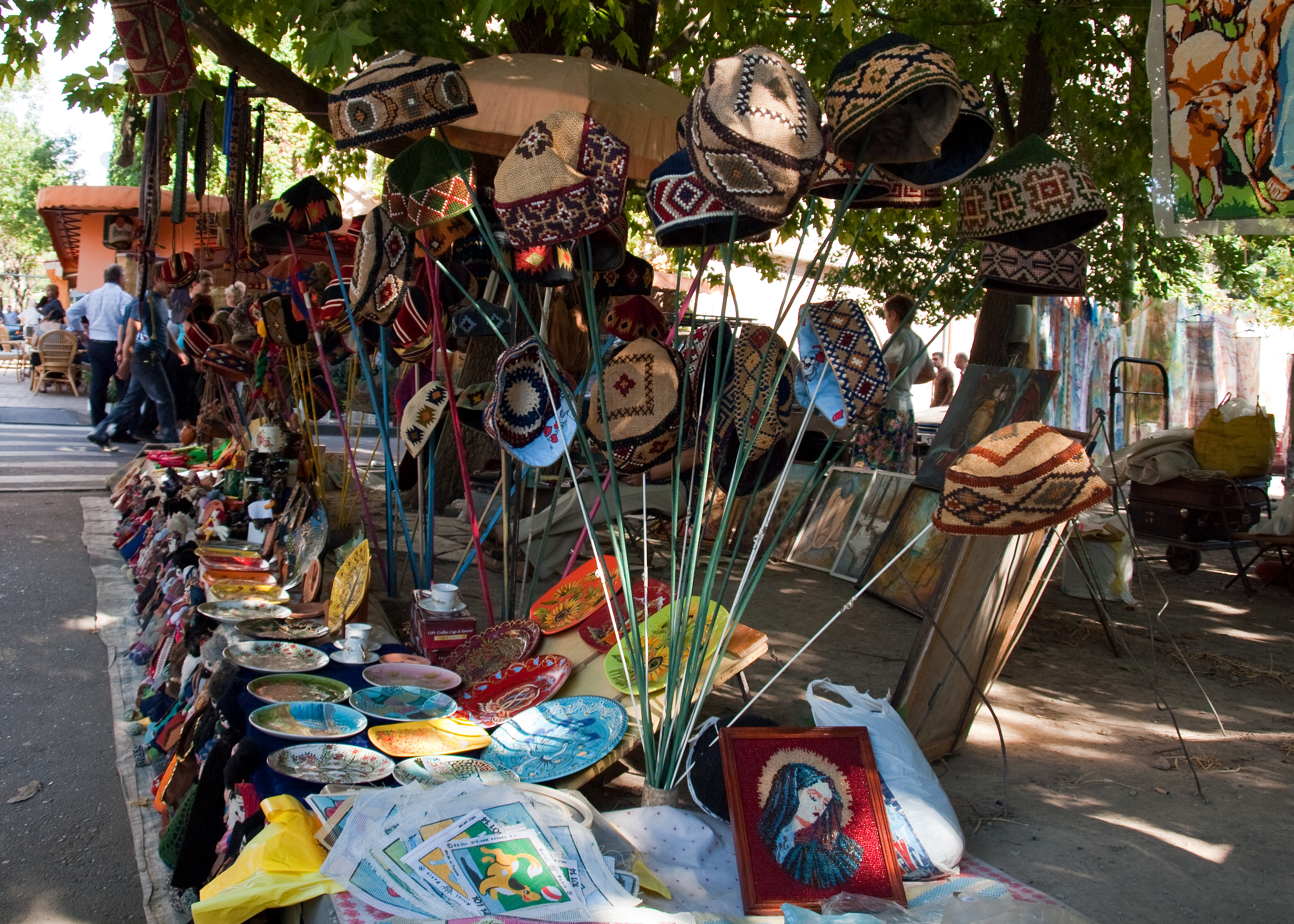

ورنیساژ ایروان (ارمنی: Վերնիսաժ) یک بازار فضای باز در ایروان پایتخت ارمنستان است. نام این بازار از واژه فرانسوی Vernissage مشتق شده‌است. این بازار در امتداد خیابان‌های آرام و بوزاند گسترده شده‌است و خیابان‌های هانراپتیوتیون و خانجیان را به هم متصل می‌کند. مجموعه آثار

## بررسی اجمالی
ورنسیاژ ایروان یک بازار فضای باز است که در آخر هفته‌ها دایر است. این بازار در طی دهه ۱۹۸۰ میلادی توسط هنرمندان ارمنی که شروع به نمایش آثار هنریشان در میدان کناری اتحادیه هنرمندان ارمنستان (میدان شارل آزناوور کنونی) کردند شکل گرفت. سایرین پارک جنب کنسرواتوار دولتی کومیتاس ایروان برای نمایش آثارشان به کار می‌بردند. دیرتر ورنیساژ به «باغ مارتیروس ساریان» در مقابل تالار اپرای ایروان منتقل شد. این نمایشگاه-بازار به تدریج گسترش یافت و سرانجام به خیابان‌های آرام و بوزاند (در ابتدای ایستگاه متروی میدان جمهوری و منتهی به مجسمه وارتان مامیکونیان) منتقل شد. با این وجود نقاشان همچنان پارک ساریان را برای نمایش نقاشی‌هایشان استفاده می‌کند.
بعلاوه آثار هنری و چوبی تراشیده شده، فرش‌های سنتی، مجموعه مدالیون و سکه‌های قدیمی، کتاب‌ها، جواهرات، اداوت موسیقی، لوازم الکترونیکی و حتی حیوانات خانگی در بازار پیدا می‌شود.

## نگارخانه

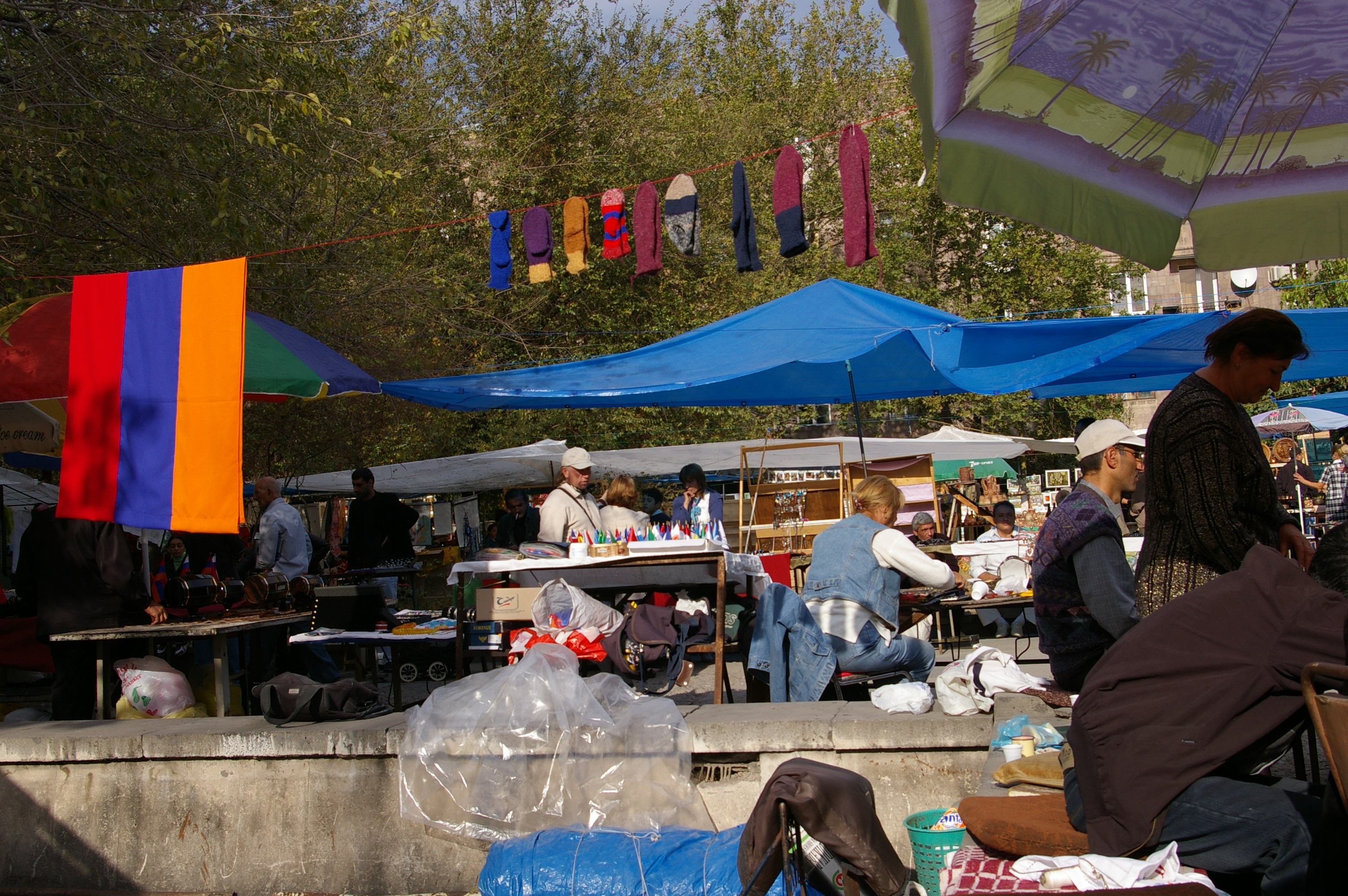
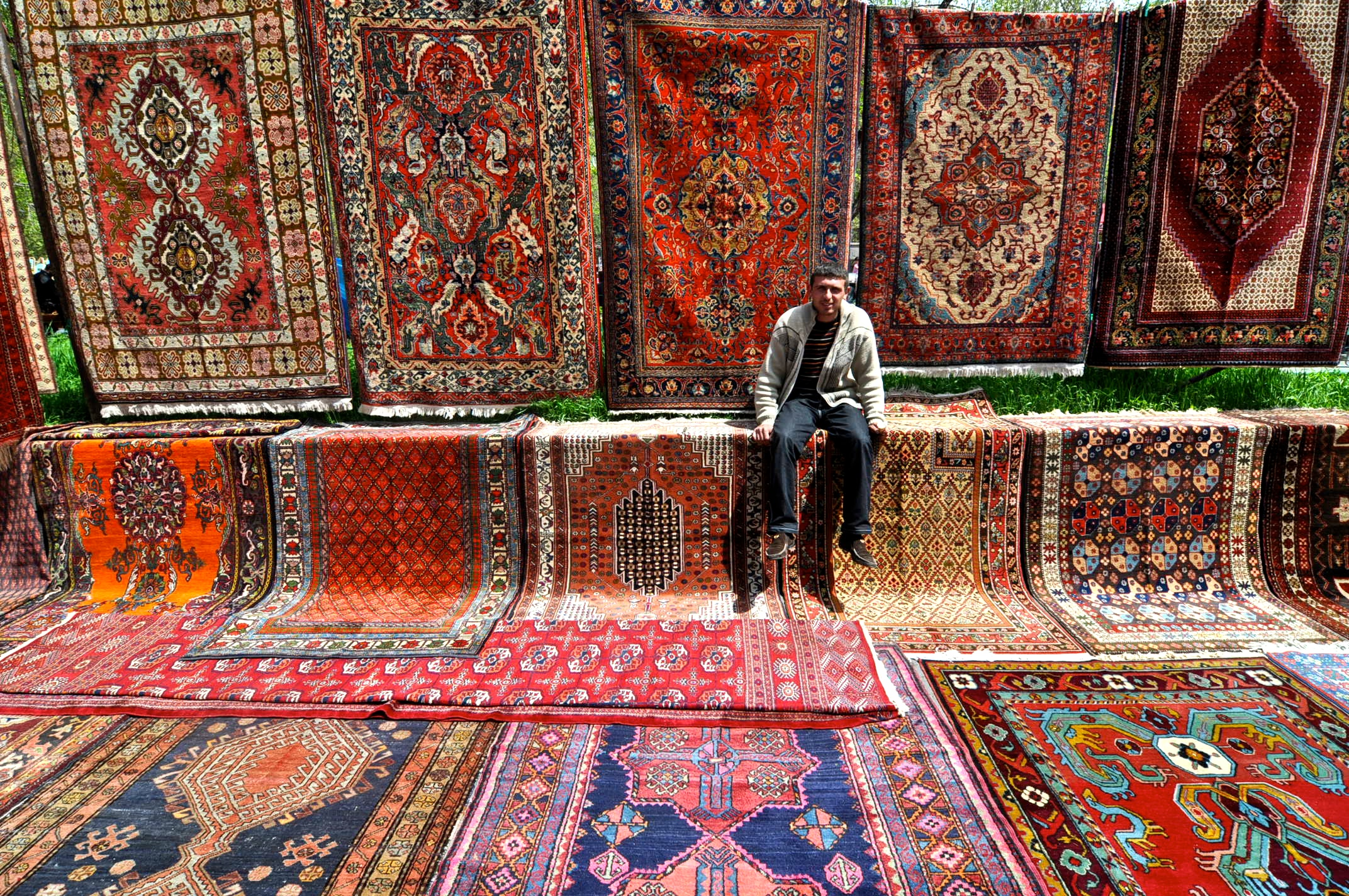